# Open Eyes
Open Eyes —en español: "Ojos Abiertos"— es una canción interpretada por la cantante y compositora estadounidense Debby Ryan, escrita por ella y producida por su hermano Chase Ryan. Fue lanzada en iTunes el 15 de junio de 2010.

## Composición
La canción escrita por Debby Ryan  está basada fuera del personaje en la película 16 Wishes. "Open Eyes" fue producida por su hermano Chase Ryan.

## Vídeo musical
El vídeo musical está hecho con una escena de la película donde muestra al personaje de Ryan en varios montajes desde una fiesta hasta la llegada a su casa pasando por muchos obstáculos como si fuera mala suerte.